# راديفوي كوراتش
راديفوي كوراتش (بالسيريلية الصربية: Радивој Кораћ) مواليد 5 نوفمبر 1938 في مملكة يوغوسلافيا - الوفاة 2 يونيو 1969، كان لاعب كرة سلة صربي بدأ مسيرته الاحترافية في سنة 1954.. بلغ طوله 6 قدم 5 بوصة (2.0 م). مثّل منتخب بلاده. شارك في دورة الألعاب الأولمبية الصيفية سنة 1968. اعتزل اللعب في 1969. دخل قاعة مشاهير الاتحاد الدولي لكرة السلة.

## الميداليات
| الميدالية | المسابقة                         |
| --------- | -------------------------------- |
| فضية      | الألعاب الأولمبية الصيفية 1968   |
| فضية      | بطولة كأس العالم لكرة السلة 1963 |
| فضية      | بطولة كأس العالم لكرة السلة 1967 |
| فضية      | بطولة أمم أوروبا لكرة السلة 1961 |
| برونزية   | بطولة أمم أوروبا لكرة السلة 1963 |
| فضية      | بطولة أمم أوروبا لكرة السلة 1965 |

## روابط خارجية
- راديفوي كوراتش على موقع الاتحاد الدولي لكرة السلة (الإنجليزية)
- راديفوي كوراتش على موقع سبورتس رفرنس (الإنجليزية)
- راديفوي كوراتش على موقع أوليمبيديا (الإنجليزية)